# El-Mehdi Bentounes
 (mars 2010).
Si vous disposez d'ouvrages ou d'articles de référence ou si vous connaissez des sites web de qualité traitant du thème abordé ici, merci de compléter l'article en donnant les références utiles à sa vérifiabilité et en les liant à la section « Notes et références ».
Le cheikh El-Mehdi Bentounes est un maître spirituel musulman (1928-1975), disciple et successeur du Cheikh Hadj Adda Bentounes (m.1952) de la confrérie soufie alawiyya de Mostaganem (Algérie) qui fut fondée par le Cheikh Ahmad al-Alawi (m.1934).

## Sources
- Cheikh Khaled Bentounes, Soufisme l'héritage commun, Centenaire de la voie soufie alawiyya (1909-2009), Zaki Bouzid Éditions, 2009
- Cheikh Khaled Bentounes, La Fraternité en héritage: Histoire d'une confrérie soufie, Albin Michel, 2009

## Liens
- http://www.aisavousinforme.com/?tag=cheikh-bentounes